# میخائیل ایللاریونوویچ آرتمانوف
میخائیل ایللاریونوویچ آرتمانوف (روسی: Михаил Илларионович Артамонов - متولد در ۳۱ ژوئیه ۱۹۷۲ در لنینگراد) یک مورخ و باستان‌شناس شوروی بود که به عنوان پدر بنیان‌گذار مطالعات مدرن خزر شناخته شد.

## زندگی‌نامه
کار علمی آرتمانوف در مرکز دانشگاه لنینگراد بود، جایی که او از سال ۱۹۳۵ استاد و رئیس بخش باستان‌شناسی از سال ۱۹۴۹ بود.
او در شهرک دون، در قفقاز شمالی و در اوکراین، آثار باستانی عصر برنز و آهن را مورد بررسی قرار داد. او تعداد زیادی از کاوش‌های باستان‌شناسی سکایی و کورگان‌های خزر و معروف‌ترین، قلعه خزر سارکل را تحقیق کرد و یک رساله مفصل (از istoriya خزر) در در سال ۱۹۶۲ منتشر کرد. نسخه‌های اولیه این اثر (۱۹۳۷، ۱۹۳۹) که بر نفوذ عظیم خزرها بر توسعه روس‌ها و دیگران بود، توسط مقامات شوروی محکوم شد و او را مجبور به اضافه کردن نتیجه‌گیری به کار خود کردند که گویا اساساً تأثیر خزرها طولانی مدت نبود.  آرتمانوف مدیر موزه ارمیتاژ در سال ۱۹۵۱ شد. سیزده سال بعد، او را به دلیل نظرات متفاوت داشتن  آرتامونوف به نشان لنین، نشان پرچم سرخ کار و مدال‌های مختلف نائل شد. شاگردان بسیار او شامل لو گومیلوف، آناتولی کرپیکنیکوف، دیمیتری ماشینینسکی و ایگور دوبوف هستند.